# Черкасский, Шура
Шура Черкасский (англ. Shura Cherkassky, при рождении Александр Ицкович Черкасский; 7 октября 1909, Одесса — 27 декабря 1995, Лондон, Великобритания) — американский и британский пианист.

## Биография
Родился в Одессе. Свои первые уроки музыки он получил в семье, Лидия Вениаминовна Черкасская (урождённая Шлемензон; 6 июля 1872, Тульчин — 1961, Ницца) была пианисткой и играла в Санкт-Петербурге, преподавала музыку, среди её учеников — пианист Раймонд Левенталь. Отец, Ицко (Исаак) Шая-Авадьевич Черкасский (1859, Златополь — 1935, Нью-Йорк), был зубным врачом и скрипачом-любителем; по воспоминаниям сына, именно отец обучил его нотам. Родители заключили брак 24 августа 1906 года в Одессе. В Одессе семья жила на Пушкинской улице, № 61.
Ещё будучи ребёнком, Шура приобрёл известность в городе как пианист-вундеркинд. В ноябре 1922 года семья покинула Одессу и через Москву выехала в Ригу, оттуда в Лиепаю; 22 декабря 1922 года они прибыли в Нью-Йорк на корабле «Estonia» и первоначально поселились в Балтиморе, где уже жили брат и сестра отца.
В США Александр Черкасский продолжил занятия музыкой в Кёртисовском институте музыки, где учился у Иосифа Гофмана до 1935 года. Материальную поддержку оказал С. В. Рахманинов. После учёбы он осуществил свою мечту о кругосветном путешествии, посетив Австралию, Новую Зеландию, Дальний Восток, Европу и Россию.
В 1940-х гг. Черкасский приезжает в Калифорнию. Он работает в Голливуд-боул с такими дирижёрами как сэр Джон Барбиролли и Леопольд Стоковский.
В 1946 году он женится на Евгении Бланк, с которой разводится в 1948 году. В 1946 году Черкасский добивается большого успеха в Гамбурге, играя Рахманинова под управлением Ханса Шмидта-Иссерштедта.
Черкасский выступал в крупнейших концертных залах Европы со всемирно известными оркестрами и дирижёрами — Консертгебау в Амстердаме, Зал Геркулеса в Мюнхене, Берлинская филармония, Музикферайн в Вене, Театр Елисейских Полей в Париже, в Сантори-холл в Токио.
В 1950-х годах он поселяется в Лондоне, где скончался в 1995 году. Похоронен на Хайгейтском кладбище в Лондоне.

## Дискография

### BBC Legends
- Рахманинов, Прокофьев (BBCL 4092-2)
- Шопен (BBCL4057-2)
- Бетховен, Шопен и др. (BBCL 4185-2)
- (с Г. Шолти) Чайковский, Мусоргский (BBCL 4160-2)

### Decca
- Kaleidoscope — Piano Encores
- Shura Cherkassky Live Series
  - Vol.1:- Schubert . Chopin (433 653-2 DH)
  - Vol.2:- 80th Birthday Recital from Carnegie Hall (433 654-2 DH)
  - Vol.3:- Encores (433 651-2 DH)
  - Vol.4:- Chopin: Sonata No.2 & 3 (433 650-2 DH)
  - Vol.5:- Liszt (433 656-2 DH)
  - Vol.6:- Schumann (433 652-2 DH)
  - Vol.7:- Stravinsky, Scriabin , Ravel, etc. (433 657-2 DH)
  - Vol.8:- Rachmaninov, Brahms, etc. (433 655-2 DH)
- Anton Rubinstein : Piano Concerto No.4 in D minor op.70 + Encores (448 063-2 DH)

### Deutsche Grammophon
- П. И. Чайковский. Концерты № 1 и 2. Берлинский филармонический оркестр. Дирижёры — Рихард Краус и Леопольд Людвиг (457 751-2)
- Ф. Лист. Венгерская фантазия для фортепиано с оркестром. Берлинский филармонический оркестр. Дирижёр — Герберт фон Караян (Liszt: Orchestral Works, 453 130-2)

### Ivory Classics
- Shura Cherkassky: The Historic 1940s Recordings (2CD Set) (CD-72003)
- Shura Cherkassky: 1982 San Francisco Recital (CD-70904)

### Nimbus
- Shura Cherkassky (1909—1995): Solo piano works by Chopin, Mussorgsky, Berg, Bernstein, Brahms, Schumann, Beethoven, Liszt, Stravinsky, Grieg and Rakhmaninov (6CD Set) (NI 1733)
- Chopin, Liszt: The B minor Sonatas (NI 7701)
- The Art of the Encore (NI 7708)
- Shura Cherkassky (1909—1995): Solo piano works by Chopin, Mussorgsky, Berg, Bernstein, Brahms, Schumann, Beethoven, Liszt, Stravinsky, Grieg and Rakhmaninov (7CD Set) (NI 1748)

### Другие
- L Duo-Art piano roll #66919, Liebeswalzer Op.57, No.5 Moszkowski (The Aeolian Company)
- The Young Shura Cherkassky (Biddulph)
- Piano Masters:- Vol.17: Shura Cherkassky (Pearl GEM 0138)
- Shura Cherkassky plays Liszt (Testament SBT 1033)
- Shura Cherkassky (Two Volumes) (Phillips Great Pianists of the 20th Century series)